# Nama Khoi
Nama Khoi – gmina w Republice Południowej Afryki, w Prowincji Przylądkowej Północnej, w dystrykcie Namakwa. Siedzibą administracyjną gminy jest Springbok.